# Distrito de Acoria (Huancavelica)
El distrito peruano de Acoria es uno de los diecinueve distritos de la Provincia de Huancavelica, ubicada en el Departamento de Huancavelica, bajo la administración del Gobierno Regional de Huancavelica, en la zona de los andes centrales del Perú. Limita por el norte con los distritos de Pampas y Colcabamba (Provincia de Tayacaja); por el sur con el Distrito de Yauli (Huancavelica) y con el Distrito de Paucará (Provincia de Acobamba); por el este, con el Distrito de Anco (Provincia de Churcampa) y con el Distrito de Andabamba (Provincia de Acobamba); y, por el oeste con el distrito de Palca (Provincia de Huancavelica).
Acoria es uno de los distritos de mayor superficie de Huancavelica. Su población es de 27 713 habitantes, de los cuales 15 000 se localizan en la zona urbana y 12 700 en la rural. Las principales actividades económicas del distrito son la agricultura, la ganadería y el comercio.

## Instituciones

### Educativas
La capital del distrito cuenta con instituciones educativas públicas correspondientes a los 3 niveles educativos regulares: el inicial N°110 Donatilda Serpa Peña, la escuela primaria N°3613 y el colegio secundario José Galvez Egúsquiza; así también, cuenta con un Instituto de nivel superior tecnológico llamado Señor de Acoria. Los niños, adolescentes y jóvenes de los pueblos aledaños se trasladan a estos centros de estudio muchas veces a pie, ya que el transporte público es limitado. Cabe mencionar que año tras año se presenta una merma en la cantidad de estudiantes, ello debido a las constantes migraciones de la población a los centros urbanos, tales como la ciudad de Huancavelica y la ciudad de Huancayo.

### Municipales
- 2011-2014[1]
  - Alcalde: Armando Méndez Tapara, Partido Democrático Somos Perú (SP).
  - Regidores: Simión Huamán Abregú (SP), Mauricio Vilcas Ramos (SP), Yolanda Tunque Yauri (SP), Saida Valdeabellano Paucar (SP), Elena Asparren Pariona (SP), Zenobio Cusi León (Trabajando para Todos), Alejandro Araujo De La Cruz (Kallpa).[2]
- 2007-2010
  - Alcalde: Leonidas Leopoldo Bendezú Fernández,[3] Movimiento Descentralista Popular Rikcharisun Llaqta Yuyaychanakunapaq.

### Religiosas
- Diócesis de Huancavelica[4]
  - Obispo de Huancavelica: Monseñor Isidro Barrio Barrio.[5]
- Parroquia
  - Párroco: Pbro. .

## Localidades
- Añancusi